# Christmas Jones
Dra. Christmas Jones é uma personagem do livro original e do filme 007 O Mundo não é o Bastante, décimo-nono da série cinematográfica de James Bond, criado por Ian Fleming. Mais uma das bond girls de nomes divertidos, excêntricos ou de duplo sentido (Christmas em português: Natal), ela foi interpretada nas telas pela atriz norte-americana Denise Richards.

## Características
Doutora em Física Atômica, Jones ajuda a desmantelar armamento nuclear obsoleto e excedente da antiga União Soviética. Perita em armas nucleares, ela é enviada pela agência ao Cazaquistão, para ajudar a desmontar mísseis numa antiga base soviética no agora país independente.
Uma personagem intelectual, ela usa seus conhecimentos para ajudar James Bond a enfrentar o vilão Renard e impedir a eclosão de um atentato nuclear terrorista. Particularmente, ela detesta piadas com seu nome de batismo.

## Filme
Bond chega na base disfarçado de Dr. Arkov um cientista nuclear e encontra Jones, que trabalha no local. Ela não fica totalmente convencida da identidade de 007 e tenta surpreendê-lo com algumas perguntas técnicas, sem sucesso. Após apresentações rápidas, os dois acabam se escondendo nos subterrâneos do complexo, por causa de um bomba deixada no local por Renard - que usa a confusão e o pânico para roubar um artefato nuclear - que explode e provoca uma cadeia de outras explosões.
Ela e Bond viajam pelo oleoduto que corta a região, para localizar a bomba deixada nele por Renard e depois de encontrá-la, Jones se recusa a desarmá-la mas avisa 007 que metade do plutônio necessário para ativá-la está faltando. Entendendo então o sinistro plano de Elektra King, Bond pede a Jones que deixe a bomba explodir, e fogem do local, evitando por pouco serem atingidos. Os dois então viajam juntos para descobrir o envolvimento do pretenso aliado de Bond, Valentin Zukovsky, com Elektra.
Investigando o lugar onde Elektra e Renard estão se escondendo, Bond e Jones são capturados, e enquanto 007 fica prisioneiro de Elektra, ela é sequestrada por Renard e levada até o submarino nuclear escondido. Depois de matar Elektra, com a ajuda e à custa da vida de Zukovsky, Bond consegue chegar ao submarino e, com a ajuda de Christmas, mata Renard e impede-o de provocar uma catástrofe nuclear, fugindo do submarino prestes a explodir pela câmara de lançamento de torpedos.
O filme termina com 007, entre taças de champagne e fogos de artifício, tendo "um Natal fora de época" íntimo com Christmas Jones na Turquia.